# Seekasse
Die Seekasse wurde am 1. Januar 1907 gegründet. Sie war ein Teil der See-Sozialversicherung, zu der außerdem die See-Berufsgenossenschaft,  die See-Krankenkasse (bis 31. Dezember 2007), die Seemannskasse und die See-Pflegekasse (bis 31. Dezember 2007) gehörten.

## Versicherte
Bei der Seekasse waren bis zum 30. September 2005 alle in der Seefahrt Beschäftigten rentenversichert. Außerdem waren bei der Seekasse alle Küstenschiffer und Küstenfischer versicherungspflichtig, die höchstens vier Arbeitnehmer beschäftigten. Zum 1. Oktober 2005 fusionierte die Seekasse zusammen mit der Bundesknappschaft und der Bahnversicherungsanstalt zur Deutschen Rentenversicherung Knappschaft-Bahn-See. Die Versicherten, für die ehemals die Seekasse zuständig war, wurden vollständig vom gemeinsamen Träger übernommen. Die Beschäftigten in der Binnenschifffahrt sind dagegen bei dem für sie zuständigen Regionalträger der Deutschen Rentenversicherung (frühere LVAen) rentenversichert.
Die Seekasse war bisher für die Erbringung von Leistungen zuständig, wenn im Bereich der Arbeiterrentenversicherung fünf Jahre Seefahrtzeiten zurückgelegt wurden bzw. bei Angestellten ein seemännischer Beitrag geleistet wurde. Mit der Organisationsreform in der Rentenversicherung wurde die Unterteilung in Arbeiter und Angestellte aufgehoben; seit der Fusion reicht ein seemännischer Beitrag – egal welche Beschäftigungsart – um eine Zuständigkeit der Deutschen Rentenversicherung Knappschaft-Bahn-See zu begründen.

## Zahlen
Ende 2003 wurden 251.053 Rentenkonten bei der Seekasse geführt. Die Seekasse hat zum gleichen Zeitpunkt 109.624 Renten gezahlt.

## Organisationsreform in der Rentenversicherung
Nach der Organisationsreform in der gesetzlichen Rentenversicherung, die zum 1. Oktober 2005 in Kraft trat, treten die Rentenversicherungsträger unter dem neuen Namen Deutsche Rentenversicherung auf. Außerdem wurde auf Bundesebene die Zahl der Träger verringert, in dem die Bundesversicherungsanstalt für Angestellte und der Verband Deutscher Rentenversicherungsträger zur neuen Deutschen Rentenversicherung Bund und die Bundesknappschaft, die Bahnversicherungsanstalt sowie die Seekasse zur neuen Deutschen Rentenversicherung Knappschaft-Bahn-See fusionierten.
Die einzelnen Landesversicherungsanstalten bleiben Regionalträger und firmieren jetzt unter dem Namen Deutsche Rentenversicherung und dem bisherigen Regionalnamen, z. B. Deutsche Rentenversicherung Baden-Württemberg. Es wird erwartet, dass nach der Organisationsreform auf Bundesebene auch einige der 22 Regionalträger fusionieren.